# Постоянная международная комиссия по испытанию ручного огнестрельного оружия
Постоянная Международная Комиссия по испытанию ручного огнестрельного оружия — П.М.К. (фр. Commission internationale permanente pour l'épreuve des armes à feu portatives - C.I.P.)  — международная организация, следящая за нормами безопасности для пользователей всего гражданского огнестрельного оружия и боеприпасов к нему, продаваемых в странах-членах П. М.К. (на сегодняшний день включает 14 стран).
Для достижения этой цели всё огнестрельное оружие, прежде чем оно может быть продано потребителям в странах-членах П. М.К., профессионально тестируется на испытательных станциях (Proof Houses), аккредитованных П. М. К. То же самое касается патронов — с определённой промежуточностью патроны тестируются на испытательных станциях.

## История
Тесты на безопасность огнестрельного оружия стали обязательны в начале XVI века: например, в Штирии (Австрия) — по указу Максимилиана I Габсбурга от 12-го сентября 1501 года, чуть позже в Лондоне (Англия), а в XVII века в Льеже (Бельгия). В те времена проверка выполнялась «испытателями» в общественных местах . Всё огнестрельное оружие известных мастеров (частично активных по сегодняшний день) проверялось таким образом. Контрольные испытания стали обязательны в Бельгии по указу Генри Максимилиана Баварского от 10-го мая 1672 года. По этому случаю открылась Льежская испытательная станция. Постепенно национальные испытательные станции были созданы в других странах и были введены клейма.
В 1914 году директор Льежской испытательной станции Жосеф Фрайкин (директор с 1908-го по 1946 год) был инициатором создания Постоянной Международной Комиссии по тестированию огнестрельного оружия (П. М.К.).
П. М.К. постепенно установила ряд единых правил для проверки огнестрельного оружия и боеприпасов для обеспечения взаимного признания клейм каждого государства-члена П. М.К.
В 1969 году была подписана, ратифицирована и преобразована в закон Конвенция между 8-ю странами для гарантии того, что всё огнестрельное оружие и боеприпасы к нему, имеющееся в продаже, успешно прошли обязательную проверку.
В 2014 году П. М.К. будет отмечать столетие со дня своего основания 15 июля 1914 года . Она была создана всего за несколько дней до начала Первой мировой войны (1 августа 1914 года).

## Страны-члены П. М.К.
Общее население всех стран-членов П. М.К. составляет 529 миллионов человек.
- Австрия
- Бельгия
- Чили
- Чехия
- Финляндия
- Франция
- Германия
- Венгрия
- Италия
- Россия
- Словакия
- Испания
- ОАЭ
- Великобритания

Последние страны, вступившие в П. М.К.:
ОАЭ вступили в П. М.К. 9 апреля 2008 года.
Бывшие страны-члены П. М.К.:
Югославия (официально распалась в 1992 году)
П. М.К. утвердила, что Социалистическая Федеративная Республика Югославия больше не существует, и постановила в ходе 22-го пленарного заседания, что клеймо испытательной станции Крагуевац впредь не будет признано странами-членами П. М. К. Решение вступило в действие с 30-го сентября 1992 года.

## Предписания и цели
Конвенция П. М.К. имеет следующие основные предписания:
- Взаимное признание клейм каждой страны-члена, удостоверяющих подлинность огнестрельного оружия и заверяющих удовлетворительность результатов испытаний, проведённых в соответствии с заданными правилами;
- Стандартизированность методов испытания;
- По крайней мере одна испытательная станция, аккредитованная П. М.К. и контролируемая государством, существует в каждой стране;
- Каждая страна-член вводит закон, обязующий проводить испытания в соответствии с требованиями, методами и процедурами, установленными Конвенцией.

Основными целями П. М.К. являются:
- Выбор стволов для проведения тестов по испытанию давления
- Определение процедур проведения тестов на официальных испытательных станциях — для определения давления, создаваемого тест-патронами и патронами коммерческого назначения, предназначенными для охоты, спорта, огнестрельного оружия самообороны и для производственного использования монтажных патронов;
- Применение наиболее современной измерительной техники для процедур тестирования оружия и боеприпасов;
- Стандартизация размеров камор и боеприпасов, методов испытаний и процедур тестирования боеприпасов;
- Изучение законов и норм стран-членов в отношении официальных тестов для огнестрельного оружия и боеприпасов;
- Декларация стран, действующих в соответствии со стандартными тестами и публикация официальных клейм, применяющихся в официальных центрах тестирования этих стран;
- В соответствии с вышеизложенным — корректировка деклараций и изменение списков.

### Решения, тексты и таблицы П. М.К.
Решения П. М.К. обновляются, изменяются и публикуются каждый год или каждые два года в «Полном Издании Решений, Текстов и Таблиц, принятых П. М.К.» в виде компакт-диска с соответствующими документами в формате PDF. Частично эти Решения, Тексты и Таблицы представлены на Интернет-странице П. М.К.
Официальные показатели давления в соответствии с нормами П. М.К. указываются в единицах бар. Бар не является единицей измерения Международной Системы Единиц, как и паскаль; бар также не входит в абсолютную физическую систему единиц (СГС), но Национальный Институт Стандартов и Технологий разрешил его использование с МСЕ. Единица измерения бар широко используется для измерения давления, потому что он примерно всего на 1 % ниже «стандартного атмосферного давления» и легально признан в странах-членах Евросоюза. Переход между единицами измерения бар и МПа не сложен: 10 бар = 1 МПа.
Если есть противоречие между новыми Решениями и соответствующими Решениями, принятыми на предшествующих пленарных заседаниях, больший вес всегда имеют самые последние Решения. Если есть какие-либо противоречия между английской или немецкой версией и французским оригинальным текстом, преимущество имеет текст на французском языке.

### Организация П. М.К. и отношения с производителями
Внутри самой Комиссии существуют две подкомиссии. Первая — техническая подкомиссия — занимается определением методов измерений и допустимых значений; вторая — нормативная подкомиссия — определяет и утверждает условия для новых единых правил. Рабочие группы в рамках указанных подкомиссий создаются каждый раз, когда тема должна быть обсуждена, и экспертам по данному вопросу предлагается принять участие в соответствующих заседаниях. Заседания проводятся по мере необходимости. После чего издаётся отчёт для соответствующей подкомиссии. После этого на пленарных заседаниях П. М.К. проходит голосование по предложениям, представленным Подкомиссиями, в результате чего публикуются соответствующие решения . Это означает, что все решения, принимаемые П. М.К., становясь частью законодательства после публикации, являются результатом консенсуса между специалистами в соответствующей области.
Членами П. М.К. являются органы государственной власти, но деятельность П. М.К. и её решения полностью предназначены для профессионалов, занятых в отрасли огнестрельного оружия — директоров испытательных станций и их работников, производителей боеприпасов, производителей станков, оружейников, специалистов по баллистике и так далее.

### Постоянный офис
Главный офис П. М.К. учреждён в Брюсселе в Королевской Военной Школе.

## Контроль качества и процессы тестирования
Огнестрельное оружие, подлежащее контролю, ещё до стрельбы проверяется по основным
механическим критериям (например, размерные показатели и допустимые размеры каморы).
Также производится визуальный контроль ствола.
Если оружие успешно прошло эти первые шаги проверки, оно переходит к стандартному тесту. Испытание состоит в том, что выстреливаются два перегруженных патрона, производящих каморное давление, на 25 % превышающее максимальное давление, определённое П. М.К. для таких же патронов коммерческого использования. Для пистолетных и револьверных патронов, а также для патронов кольцевого воспламенения стандартный тест проводится с патронами, перегруженными на 30 %. По желанию потребителя, который намерен применять огнестрельное оружие в экстремальных условиях (в жарком климате или с высокой частотой использования) может производиться тестирование с ещё более перегруженными патронами. На всё оружие, успешно прошедшее испытание, ставится клеймо соответствующей испытательной станции. П. М.К. не проверяет никакие другие аспекты использования огнестрельного оружия. Например, скорость заряда или точность выстрела не учитываются в тестах.
П. М.К. оценивает, утверждает и публикует данные для производителей (спецификации боеприпасов и размеров каморы, максимально допустимое давление в каморе, номенклатура калибров и т. д.) Все эти данные, установленные П. М.К., всеобще доступны.
Технические процедуры для выполнения тестов оружия и боеприпасов также установлены П. М. К. Обновления различных методов испытаний издаются в виде «решений». Эти решения также легко доступны всем заинтересованным лицам.
П. М.К. официально рассылает установленные данные и решения государствам-членам П. М.К. по дипломатическим каналам для ратификации и публикации в их официальных изданиях. После официальной публикации данные и решения П. М.К. получают правовой статус во всех странах-членах.
Правительственные организации в странах-членах П. М.К. (военные, правоохранительные органы и другие государственные учреждения, использующие огнестрельное оружие) не обязаны соблюдать постановления П. М. К. Это не означает автоматически, что всё огнестрельное оружие и боеприпасы, используемые правительственными организациями в странах-членах П. М.К., не соответствуют нормам П. М.К., поскольку эти организации часто сами решают применять соответствующие стандарты П. М.К. для их служебного огнестрельного оружия и боеприпасов.

### Испытание огнестрельного оружия
Производители и импортёры стрелкового оружия в странах-членах П. М.К. обязаны запрашивать проверку всего производимого или импортируемого оружия аккредитованной испытательной станцией. Ни одно стрелковое оружие не может быть поставлено на рынок в любой из стран-членов П. М.К. без предварительной проверки на аккредитованной испытательной станции в соответствии с решениями П. М.К.
В случае успешного прохождения контрольного испытания ставятся два или три клейма на основных частях оружия, подверженных максимальным нагрузкам: на стволе, на каморе (когда она не является частью ствола) и на механизме блокировки. Кроме того, эти три основные части каждого оружия взвешиваются, и их вес записывается в базе данных вместе с серийным номером.
Серийный номер с указанием года испытания также указывается на этих частях. В случае добровольного и успешного испытания оружия при повышенном давлении наносятся соответствующие дополнительные знаки.
Только после этого производитель или импортёр получает оружие обратно и может тогда продать или доставить его.

### Контроль боеприпасов
C.I.P. также упорядочивает проверку качества всех боеприпасов, которые производитель или импортёр намерен продавать в любой из стран-членов П. М. К. Производители боеприпасов обязаны проверять свою продукцию в процессе производства на соответствие нормам давления П. М.К. и в соответствии с принципами норм ISO 9000. Отчёт о соответствии должен иметься для каждой произведённой партии и быть архивирован для последующей проверки в случае необходимости. Упаковки патронов должны иметь номерной штамп П. М.К., что даёт возможность отслеживать данную партию патронов в случае возникновения проблем, связанных с качеством данных боеприпасов. В некотором смысле, П. М.К. является пионером в плане методов контроля качества, так как нормы П. М.К. вступили в силу задолго до создания ISO 9000.
С самого начала деятельность П. М.К. связана исключительно с безопасностью оружия/боеприпасов для пользователя. Таким образом, в центре внимания П. М.К. стоит давление в каморе, а не скорость или точность. Таким образом, результаты обязательных тестов по безопасности боеприпасов, проводимых самими производителями, и их утверждение испытательными станциями касается исключительно давления.
Единственным исключением являются калибры 12, 16 и 20: с тех пор, как на рынке появились дробовые патроны без содержания свинца — заряженные дробью из стали или сплавов вместо более традиционной свинцовой дроби. В соответствии с экологическими директивами, охотники в Европе должны принимать меры предосторожности при использовании боеприпасов с содержанием свинца. Например, во Франции они не могут стрелять в непосредственной близости от водохранилищ. Это привело к тому, что охотники в Европе предпочитают теперь пользоваться дробью из стали или сплавов во всех случаях, что заставило производителей предлагать на рынке новые типы боеприпасов, не содержащих свинец. Применяемые стали и сплавы многообразны по свойствам и качествам, но твёрдость по Виккерсу HV1 должна быть ниже определённого уровня. В особенности стальная дробь сильно влияет на износ ствола, если скорость или импульс (скорость, умноженная на вес) становится слишком высокой, что приводит к потенциально опасным ситуациям для пользователя. Высокотвёрдая сталь также опасна для чоковых сужений.
В результате, измерение скорости и импульса обязательны для дробовых патронов калибров 12, 16 и 20. Скорость дроби должна быть соответственно ниже 425-ти м/с для кал.12, и ниже 390 м/с для калибров 16 и 20.
Проверка размерностей боеприпасов, как указано в решениях, текстах и таблицах П. М.К., остаётся задачей самих производителей. Зеркальный зазор не проверятся. Причина этого решения заключается в том, что в маловероятном случае (учитывая сегодняшние стандарты качества), когда патрон слишком длинный, давление при контакте с затвором будет слишком большим, что вызовет несоответствие стандартам П. М.К. при проведении теста. То же произойдёт, если патрон окажется слишком коротким — выстрел просто не состоится.
Производители всё-таки проводят измерения скорости заряда ещё в ходе производства по очевидным причинам контроля качества, учитывая ожидания пользователей по отношению к продукту и в зависимости от целей его использования.

#### Патроны самостоятельного снаряжения
Учитывая, что патроны самостоятельного снаряжения легально не могут продаваться в странах-членах П. М.К., нормы П. М.К. на них не распространяются. Несмотря на это, в интересах безопасности, большинство испытательных станций предоставляет людям, снаряжающим патроны самостоятельно, возможность испытания боеприпасов, чтобы удостовериться, что давление в каморе, скорость и импульс находятся в пределах допустимых норм.
Это позволяет избежать повреждение оружия, ставя, таким образом, в опасность самого пользователя или окружающих. До сих пор испытания такого рода не дают удовлетворительных результатов по основным показателям самодельных патронов; тесты также показали отсутствие единообразия между патронами одной ‘партии’.

### Использование законодательства П. М.К. военным альянсом НАТО
Военный альянс НАТО использует конкретные процедуры, признанные НАТО для контроля безопасности и качества боеприпасов огнестрельного оружия — тесты ‘НАТО EPVAT’. Гражданские организации П. М.К. и SAAMI используют менее всеобъемлющие процедуры испытаний, чем НАТО, но центры тестирования НАТО имеют то преимущество, что в военных целях используется сравнительно небольшое количество калибров. Испытательные станции П. М.К. и SAAMI должны быть оснащены для тестирования сотен калибров, требующих большого количества различных манометрических стволов, и так далее. Для всех других патронов для использования в стрелковом оружии с «не-НАТО-каморой» НАТО решило следовать правилам испытаний, определённым в текущем законодательстве П. М.К.

## Конфликтующие отраслевые стандарты
Американский эквивалент П. М.К. — это SAAMI (Sporting Arms and Ammunition Manufacturers' Institute), но он функционирует по-другому. По сути, SAAMI является ассоциацией производителей. В отличие от решений П. М.К., рекомендации SAAMI законной силы не имеют.
Эти две основные организации сотрудничают, пытаясь унифицировать свои правила, хотя работа по устранению различий между их правилами по-прежнему трудна. Эти различия состоят, в основном, в максимально допустимом давлении в каморе, в меньшей степени есть также некоторые различия в размерах камор, но самым острым вопросом остаётся разница в методах измерений.
В меньшей степени есть также различия в допустимых размерностях некоторых камор, известных под названием «проблема Delta L». Но такие небезопасные комбинации не существует в стандартах П. М.К., где все возможные размеры камор описаны точно и имеют однозначное толкование.

### Различия в методах тестирования боеприпасов
Тестирование патронов с металлической гильзой
П. М.К. использует практически только один тип пьезоэлектрических датчиков (т. н. канальные датчики) Швейцарского производителя «Кистлер», что требует просверливания отверстия в гильзе для проведения выстрела со специально изготовленным для этой цели испытательным стволом. SAAMI использует другой тип пьезоэлектрических датчиков (т. н. «конформные датчики») — в основном, изготовления американской компании «PCB Piezotronics», что не требует предварительной сверловки гильзы. Но эти датчики дороже в использовании, так как для каждого калибра требуется отдельный датчик.
Тестирование дробовых патронов
Технические разногласия в тестах дробовых патронов решаются легче, так как используется только один тип пьезоэлектрического датчика (так называемый «тангенциальный датчик»), производимый «PCB Piezotronics» и «Кистлер», который не требует предварительного просверливания отверстия в гильзе — без различий в правилах SAAMI и П. М.К.

### Различия в методах измерения
По стандартам П. М.К. сверловка и позиционирование пьезоэлектрических измерительных датчиков производится на определённом расстоянии от лицевой части казённика, если это позволяет длина гильзы вместе с допусками. Если гильза либо слишком длинная, либо слишком короткая, то измерение проводится на изменённом, но также строго определённом для данной гильзы расстоянии от казённика.
В процедурах, используемых SAAMI для патронов бутылочной формы, центр датчика располагается на расстоянии 0,175 дюйма (4,4 мм) от плеча для датчиков больших диаметров (0,250 дюйма (6,4 мм)), и 0,150 дюйма (3,8 мм) — для датчиков малого диаметра (0,194 дюйма (4,9 мм)). Для патронов цилиндрической формы центр датчика находится на расстоянии, равном половине диаметра датчика + 0,005 дюйма (0,13 мм), за основанием пули. Малые датчики используются, когда диаметр гильзы в точке измерения меньше 0,35-ти дюйма (8,9 мм).
Из-за того, что измерения давления производятся в разных местах, результаты SAAMI и П. М.К. не совпадают.

### Система эталонных патронов
Для разрешения проблем несоответствия стандартов П. М.К. и SAAMI в настоящее время делаются усилия по определению «эталонных патронов» — по аналогии с системой, используемой армиями НАТО («Тестирование НАТО EPVAT»). В этой системе каждый производитель выделяет партию боеприпасов образцового качества с характеристиками, необходимыми для их последующего производства. Планируется, что эти партии будут отправляться на испытательные станции П. М.К. и SAAMI для проведения «эталонных выстрелов».
Эта задача до сих пор не решена по двум основным причинам. Одна из них — огромное количество калибров для эталонирования (более 500-т), что делает процесс чрезмерно длительным и дорогостоящим. Вторая проблема обусловлена административными сложностями при пересылке боеприпасов между США и Европой в связи с законами США ИТАР (International Traffic in Arms Regulations — Правила международной торговли оружием (положения Госдепартамента США по контролю за товарами и технологиями, связанными с обороной и безопасностью)).

## Поставщики испытательного оборудования
Следующие компании поставляют оборудование для проведения тестирования согласно нормам П. М.К. (неполный список — в алфавитном порядке):
- «Деби и Ко.» (Бельгия)
- «HPI» (недоступная ссылка) (Австрия)
- «Кистлер International»
- «PCB Piezotronics» (США)
- «Prototypa» (Чехия)
- «Sabre» (Англия)
- «Стас» (Италия)